# 所さん!事件ですよ
『所さん!事件ですよ』（ところさん!じけんですよ）は、2015年4月2日からNHK総合テレビジョンで放送されている情報バラエティ番組である。司会を務める所ジョージの冠番組でもある。
ここでは、パイロット版及び2015年4月2日から2022年3月31日まで放送されていた『所さん!大変ですよ』（ところさん!たいへんですよ）についても述べる。

## 概要
2014年8月21日に『所さん!事件ですよ』と題してパイロット版の第1回、同12月26日に『所さん!大変ですよ』の題でパイロット版の第2回が放送され、2015年4月2日より、木曜23時台前半（22:55 - 23:20）でレギュラー化されることになった。
番組では、新聞のいわゆる三面記事に載っている、小さい出来事だが、見逃すことができない不思議な事件の真相を題材に、その事件の裏側を徹底取材して謎を解明するというものである。
当初2016年4月より、160分繰り上げの20:15 - 20:43枠に移動して放送する予定だったが、同月14日から6月2日まで木曜 20:00 - 20:43枠に時代劇『鼠、江戸を疾る(シーズン2)』（全8回）を編成した影響で、2カ月遅れの6月9日より新枠にてレギュラー放送を再開。
2019年4月4日より前座番組『ネーミングバラエティー 日本人のおなまえっ!』と放送時間を入れ替え木曜 19:30 - 19:57枠で放送された。なお、2021年10月から、近畿地方（NHK大阪放送局など）向けには、同時間帯で月3－4回の割合で『えぇトコ』を放送しており、初回放送は日曜日8:25 - 8:52の他地域で再放送が行われている時間帯に放送された。
2022年3月31日に『所さん!大変ですよ』としては番組が終了。同年4月7日より木曜日23:00-23:30（『若年層ターゲットゾーン』第2部）に放送時間を移動、『所さん!事件ですよ』に番組名を変更して放送されている。
2024年度は、初回生放送が土曜日18:05-18:35に変更され、従来の木曜日は前週土曜日放送の再放送となる。ただし近畿地方では、土曜日の時間帯でローカルニュースワイド・「ほっと関西サタデー」（18:05-18:59）を、九州沖縄地方では第4週のみ音楽番組・『六サテ～九州沖縄サテライブ～」（18:05-18:45）を放送するため、特別編成（祝日や大型連休時など）で同時放送にならない限りは木曜が初回放送となる。

## 出演者
特記なしはパイロット第1回から担当。

### 司会
- 所ジョージ[1][3]
- 木村佳乃[1][3]（2018年4月5日 - ）[12]

### リポーター
- ホルコムジャック和馬[1]（メディア総局アナウンス室所属局員、2022年4月7日 - ）

### レギュラーコメンテーター
出演者は『所さん!大変ですよ』のもの。
- 澤口俊之（脳科学者）（2020年はじめから怪我で長期休養したが年末に復帰）
- 牛窪恵（マーケティングライター）
- モーリー・ロバートソン（国際ジャーナリスト）
- さかなクン
- ヤマザキマリ（漫画家）

### ナレーション
- 吉田鋼太郎[1][3]

オープニングのタイトル表示前と自身のコーナー「鋼太郎のちょっと大変ですよ!」で、ナレーション原稿を読み上げるアナブースから顔出ししている。

## 過去の出演者

### 司会・プレゼンター・ナレーション
| 期間                   | 司会       | 司会     | 司会         | プレゼンター         | ナレーション |
| 期間                   | メイン     | 女優     | アナウンサー | プレゼンター         | ナレーション |
| ---------------------- | ---------- | -------- | ------------ | -------------------- | ------------ |
| 2014年08月21日         | 所ジョージ | （不在） | 三輪秀香     | 徳永圭一             | 吉田鋼太郎   |
| 2014年12月26日         | 所ジョージ | （不在） | 久保田祐佳   | 徳永圭一             | 吉田鋼太郎   |
| 2015年4月 - 2016年12月 | 所ジョージ | （不在） | 久保田祐佳   | 徳永圭一             | 吉田鋼太郎   |
| 2017年1月 - 2017年06月 | 所ジョージ | （不在） | 片山千恵子   | 徳永圭一             | 吉田鋼太郎   |
| 2017年6月 - 2018年03月 | 所ジョージ | （不在） | 黒崎めぐみ   | 徳永圭一             | 吉田鋼太郎   |
| 2018年4月 - 2019年03月 | 所ジョージ | 木村佳乃 | 久保田祐佳   | 井上裕貴             | 吉田鋼太郎   |
| 2019年4月 - 2020年03月 | 所ジョージ | 木村佳乃 | 合原明子     | 井上裕貴             | 吉田鋼太郎   |
| 2020年4月 - 2021年03月 | 所ジョージ | 木村佳乃 | 合原明子     | 伊藤海彦             | 吉田鋼太郎   |
| 2021年4月 - 2022年03月 | 所ジョージ | 木村佳乃 | 庭木櫻子     | 伊藤海彦             | 吉田鋼太郎   |
| 2022年4月 - 2025年03月 | 所ジョージ | 木村佳乃 | （不在）     | ホルコムジャック和馬 | 吉田鋼太郎   |
| 2025年4月 - 予定       | 所ジョージ | 木村佳乃 | （不在）     | 伊原弘将             | 吉田鋼太郎   |

### コメンテーター
- 犬山紙子（コラムニスト）（牛窪と隔週交代で出演していたが、2016年夏に産休のため降板）

## 放送リスト

### 2014年（パイロット版）
| 回  | 放送日         | サブタイトル | 内容と補足 |
| --- | -------------- | --- | --- |
| SP1 | 2014年8月21日  | - 刑事も仰天“前代未聞の結婚詐欺事件” - ○○をハンガリーに不正で輸出したため書類送検されてしまった男性 - あの大きなオウムを手放す飼い主が急増しているという話 | Eメールを使った手口で、年齢詐称をしていた。 欧州を中心とした世界的な盆栽ブームについて。 長命な動物をペットにしていた飼い主が先に亡くなった後のペットの行方。              |
| SP2 | 2014年12月26日 | 世にも奇妙な“シロクマ”大発見!? | 中国の動物園建設ラッシュと、動物園への世界的な動物の供給不足及び争奪戦と、セルビアのベオグラード動物園（en）の元園長らマフィアによるシロクマとヒグマの交雑種販売について。 |

### 2015年度（所さん!大変ですよ）
| 所さん!大変ですよ | 所さん!大変ですよ | 所さん!大変ですよ                                    | 所さん!大変ですよ |
| 回                | 放送日            | サブタイトル                                         | 内容と補足 |
| ----------------- | ----------------- | ---------------------------------------------------- | --- |
| 1                 | 2015年4月2日      | なぜ自宅から? 相次ぐ謎の“拳銃”押収事件               | 元軍人・軍属の者が持っていた銃器について。 |
| 2                 | 2015年4月9日      | 売れすぎてビックリ?謎の中古マンション                | 新潟県湯沢町のリゾートマンションの安売り。そこに住む住民に突撃取材。 |
| 3                 | 2015年4月16日     | 恐怖!!ヤギ襲撃事件                                   | 赤城山の野犬問題。 |
| 4                 | 2015年4月23日     | ”グルグル”病院の謎                                   | 病院が収入を確保するための高頻度転院について。 |
| 5                 | 2015年4月30日     | 文房具“爆買い”騒動の謎                               | チョークメーカーの羽衣文具廃業に伴う世界的な駆け込み需要について。電子黒板にも触れている。 |
| 6                 | 2015年5月7日      | 謎の巨大生物を隔離せよ                               | チュウゴクオオサンショウウオと在来種のオオサンショウウオとの交雑問題。 |
| 7                 | 2015年5月14日     | 世にも不思議な“えんぴつ物語”                         | 子供の筆圧低下によるHB鉛筆の需要低下から、宮崎大学医学部の研究調査による子供のロコモティブシンドローム説へ話を展開。 |
| 8                 | 2015年5月21日     | 一体なぜ?そこにいるはずのない“動物”が…               | (主に40年前のブームに作られた)剥製の処分に困る人々の話。関連してペットを剥製にする人々を取材。 |
| 9                 | 2015年5月28日     | なぜ自宅から?相次ぐ謎の“拳銃”押収事件 伝説の事件再び | 第1回の再編集版 |
| 10                | 2015年6月4日      | 亡くなった夫がよみがえった?                          | 遺影から3Dプリンターで胸像を作製する、個人のデジタルクローン(BINA48など)の作成などの最新の「よみがえりテクノロジー」について。 |
| 11                | 2015年6月11日     | 世にも不思議な“目覚まし装置”                         | 新光電業製のエアマット形目覚まし時計を購入した人を追跡。後半は睡眠障害の人を取材。 |
| 12                | 2015年6月18日     | あの有名建物の持ち主が分からない!?                   | 前半は明治政府による寺社領接収に伴い東京府に寄贈したにもかかわらず東京都の財産台帳に未記載の増上寺の大門や、行政に許可を取って公道に設置した団体が解散した伊勢神宮前の石灯籠などの、所有権利者不明のために補修や撤去が困難な建造物について。後半は春日井市や御嵩町などの亜炭鉱が原因の地面崩落や陥没と、その対策に苦慮する地元行政について。 |
| 13                | 2015年6月25日     | 仰天!農産物を食い尽くした謎の生物                    | ミシシッピアカミミガメ(ミドリガメ)による農作物被害や生態系破壊の問題。後半はミドリガメが輸出されるきっかけになった、アメリカ合衆国で1975年にサルモネラ菌と子供の誤飲対策に制定された「4インチ法」について。 |
| 14                | 2015年7月2日      | 謎の“コンテナ族”出現                                 | 中古コンテナをオフィスやコンテナハウス、育苗施設などに利用する人たちを取材。 |
| 15                | 2015年7月9日      | 謎の“高齢者”公園                                     | 公園にある健康遊具についてと、それを利用する老人たちへの取材。 |
| 16                | 2015年7月23日     | 謎の悪臭に悩む街                                     | カワウの急増による糞害や漁業被害などの被害についてと、その対策を取材。 |
| 17                | 2015年7月30日     | あなたのスマホが乗っ取られる!?                       | スマホの所持者に気づかれずに盗聴や盗撮などが行える遠隔操作アプリの話。前半は広島県で起きた女性が交際中の男性から自分のスマホで無断で盗聴やメール送信が行われていた事件を、後半はアプリを製作したイタリアの会社でその製作意図(盗難されたスマホを取り戻すのが本来の用途)や、イタリアで盗聴を使用したマフィア壊滅作戦についてを取材。 |
| SP3               | 2015年8月6日      | 世にも不思議な珍事件SP                               | GHQに没収されてアメリカ人コレクターの手に渡った旧日本軍の銃器について 浙江省のチュウゴクサンショウウオの料理から始まる、中国のサンショウウオの養殖ビジネスについて。 |
| 18                | 2015年8月27日     | 詐欺グループに狙われた“人気文房具”                   | フリクションボールや革製品製造に使う中国製の時間経過(酸化)で消えるボールペンを悪用した事件やトラブルについて。日本とベトナムの事例を取材。 |
| 19                | 2015年9月3日      | 一体なぜ?ネットで売られる“手榴(りゅう)弾”            | 太平洋戦争中に製造、使用された、手榴弾などの陶器製兵器について。 |
| 20                | 2015年9月17日     | あの"世界遺産"が謎の劣化で大ピンチ!?                 | 前半は高度経済成長期に日本産の漆が急激に減産した事で、日光東照宮などの神社仏閣の修繕に中国産の漆を使ったところ劣化が日本産のより激しく建物に影響が出ている話と、その対応に追われる修理業者や文化庁を取材(ついでに漆掻き業者の現状も取材)。後半は日本食ブームの影響で中国産の漆器や漆が国際的に奪い合いになっており、その影響が輪島塗(下地に中国産漆を使用)にまで及んでいるという話。 |
| 21                | 2015年9月24日     | 170体が消えた!?史上最悪の仏像盗難事件                | 盗難対策として本物を博物館に預かってもらい3Dプリンターで製作された仏像を置いた寺の話を始めに、和歌山県で起きた連続仏像盗難事件の顛末と、高齢化や過疎化などでその対策に苦慮する寺や自治体、博物館の話。後半は和歌山の事件で警察が取り戻したものの持ち主が不明な仏像の話。 |
| 22                | 2015年10月15日    | 一軒10万円!?超格安“土地つき一戸建て”の謎             | 茨城県旧大洋村でバブル景気の時に建てられ、その後の不景気で放置され老朽化した別荘を格安で販売している話と、そこに住む人たちの事情を取材。 |
| 23                | 2015年10月22日    | 怖すぎる… 空から“鉄の塊”が降ってきた                 | 平塚市で起きた歩道橋の銘板の落下事故から、日本全国の歩道橋の劣化問題について取材。後半は大阪府が老朽化で撤去した歩道橋をジャワ島に寄付した話。 |
| 24                | 2015年10月29日    | 下町震撼(しんかん)!恐怖の覗(のぞ)き魔の正体は…銅像   | バブル時代の所得税対策や銅像ブームの際に作られ、その後行き場を失った個人の銅像について。後半は古物商が3000円で仕入れてネット販売していた新倉文郎(大和自動車交通創業者)の小型の胸像の流出元探索から、タクシー業界の栄枯盛衰にたどり着く。 |
| 25                | 2015年11月5日     | 若い女性を惹(ひ)きつける!?奇跡の街のヒミツ           | 前半は銚子大橋の開通を機に若い子育て中の女性が保育園費が安い対岸の神栖市に移住し、更に彼らが親を引っ越し先に呼び寄せるのも加わり人口減少が止まらない銚子市の話。後半は市に昇格するべく国勢調査の人口5万人を目指す福岡県那珂川町を取材。 |
| 26                | 2015年11月12日    | 潜入!投資家たちの秘密パーティー                      | 熟年離婚や将来への不安などから、デイトレーダーにならざるを得ない人を取材。前半は大きな損失を出している人たちを、後半は数億円の資産形成に成功した人を紹介する。 |
| 27                | 2015年11月26日    | まさか…愛用の農具が“幻の秘密兵器”だった!?            | 長野県駒ヶ根市の農家で見つかった、登戸研究所が太平洋戦争末期に開発したと見られる固形燃料を皮切りに登戸研究所の研究内容と当時の情勢を取材。後半は風船爆弾について。 |
| 28                | 2015年12月3日     | あなたの住民票が狙われる 恐怖の“なりすまし詐欺”      | 偽の求人を使って運転免許証のコピーや住民票を詐取され勝手に住民登録を移動された2つの事件の手口と、それによるさらなる被害を紹介。 |
| 29                | 2015年12月10日    | なぜか売れに売れる!?雪国の中古マンション             | 第2回の再編集版 |
| 30                | 2016年1月7日      | 衝撃映像!“緑の怪物”が家をのみこむ!?                  | 前半は浜松市を例に、都市開発の際に山や里山の土砂を使ったために葛が大繁殖してしまった話後半は唐津市を例に葛の繁殖に伴い猪も大繁殖して農作物や人などへの被害が増えていることを報道。最後にその猪が海を泳いで本来は猪がいない島に住み着く事案を紹介。 |
| 31                | 2016年1月14日     | なぜ人気?“柔らかバット”の秘密                        | 前半は少年野球で、柔らかい素材を使用している飛距離が伸びるバットが普及している話から、子供に足の「浮き指」による運動機能低下が蔓延している話を紹介。後半は運動時間が少ない子供が多くなった事から子供の身体機能が低下したため、学習指導要領により体育の授業の目的が運動時間の確保による身体機能維持に転換され、小中学校の体育の授業の用具も柔らかくなっており、授業内容も本格的なスポーツではなく簡単な遊びになっていることを紹介。 |
| 32                | 2016年1月21日     | あの高級車が一万円で買える!? 一体なぜ?               | ネットオークションで1万円が開始価格になっていた宮型霊柩車を導入として、前半は宮型霊柩車の需要が激減している理由を、後半はモンゴルに宮型霊柩車が輸出された経緯と理由を取材。 |
| 33                | 2016年1月28日     | 衝撃映像!あの“怖い鬼”が消えちゃった!?                | 秋田県にかほ市のアマノハギが、他の地域からの移住者から虐待と捉えられたために家に入れてもらえず、鬼役が祭りの維持に苦心している話から始まり、住宅の増加などの理由から除夜の鐘が騒音と訴えられて廃止せざるを得なくなった寺院の話、最後にパネリストからスペインのある町の牛追い祭りが動物愛護団体から動物虐待と苦情を受けて、牛ではなく発泡スチロールの大玉が使用されるようになった話。 |
| 34                | 2016年2月4日      | あなたの隣部屋は大丈夫?恐怖の詐欺グループ            | 1件の物件を複数の業者が扱うことが多いため、不動産業者が客の内覧を行いやすくするために空き物件の軒先にその物件の鍵を暗証番号式キーボックスに入れていたのを、宅配便を使用する犯罪者に悪用され物件を勝手に使われていた。後半は担当エリアの空き家を把握しているために空き物件に荷物が送られると宅配業者が不動産業者や警察に連絡を取る、という話。最後に長らく空き物件でかつ実際に詐欺グループに使用されていた物件に引っ越してしまったために、前述の理由で宅配業者から警察に通報されて購入した家財道具一式の配送が大幅に遅れた上に、その詐欺師がここにやってこないか不安になっている留学生へのインタビューで締めている。 |
| 35                | 2016年2月25日     | 続々登場!家電を“家族”と呼ぶ女性たち                  | 北九州市の家電修理業者での来客への取材を皮切りに、親族の形見などの理由で古い家電を家族のように扱う人たちを取材。 |
| 36                | 2016年3月3日      | 怖すぎる… 空から“鉄の塊”が降ってきた                 | 第23回の再編集版 |
| 37                | 2016年3月10日     | 怖すぎる… 謎の“結婚詐欺”&“ストーカー”                | SP1の結婚詐欺と第17回の再編集版 |
| 38                | 2016年3月17日     | 何故(なぜ)そこに!? 謎の銅像&剥製SP                   | 第24回と第8回の再編集版 |

### 2016年度
| 回  | 放送日         | サブタイトル                                         | 内容と補足 |
| --- | -------------- | ---------------------------------------------------- | --- |
| 39  | 2016年6月9日   | 衝撃映像!謎の“タダライオン”                          | 前半は日本各地の動物園でライオンが増えすぎたため他の動物園に無償提供される事例が相次いでいることを紹介。後半はデンマークの動物園ではライオンを解剖する様子を子どもたちに見せること、南アフリカ共和国では農場で狩猟用に繁殖されたライオンのオークションがあり、富裕層が狩猟で殺すために購入していることを紹介。 |
| 40  | 2016年6月16日  | お宝が中国に続々流出!謎のオークションに潜入          | かつて中国で作られ日本に存在する古美術品を中国側が買い戻す動きが激しくなっており、日本各地のオークションでは中国人による大量の“爆買い戻し”が行われている。重要文化財級の文献も流出が続いている。 |
| 41  | 2016年6月23日  | 世界中から日本の離島へ!?移住希望が殺到の謎           | 鹿児島県の人口380人の離島である三島村の移住者受け入れ事業がネットで拡散され、突然1カ月に230件もの海外からの移住希望が寄せられた。特に希望者が多かった国を取材し、セルビアでは貧困とISILのテロによる戦争状態、ブラジルでは治安悪化で殺人多発のため三島村に移住しようとした人などを紹介。 |
| 42  | 2016年6月30日  | なぜか事故が頻発“魔の交差点”!?                       | 三重県の一面田んぼの中にある交差点で車の衝突事故が相次いでいることと、銀座の交差点でタクシー運転者が正面の歩行者に気づかず起きた事故を取材。人間の視覚の特性が関係していることを紹介した。 |
| 43  | 2016年7月7日   | カメが金になる!? カメ密輸事件の謎                    | ごくありふれたニホンイシガメが、黄色で縁起がいいペットとして中国に大量密輸されている。また中国はアジアの他の国からは、食用として各国の固有種のカメを密輸している。 |
| 44  | 2016年7月14日  | ビルの谷間で発見!?“ぼっち鳥居”                       | ビルに囲まれた市街地などになぜか単独で存在する鳥居が全国各地にある。神社がさまざまな事情で社殿と鳥居の間の土地を手放したために発生するが、信心のため鳥居が撤去されない。後半では、鳥居メーカーに個人からの注文が殺到していることを紹介。自営業の業績悪化や無人の実家を守るために自宅に取り付ける。 |
| 45  | 2016年7月21日  | おじさんたちが熱い!謎の“くるくる”ブーム!?            | 全国でバク転の教室に中高年男性が殺到している。誰かに見せるため、子どものころのあこがれ、敢えて立ち向かうことで本来の人生の目標に挑戦するためといった理由を取材する。 |
| SP4 | 2016年7月28日  | 日本中が騒然!?あり得ない"超格安不動産"SP             | 前半は岡山県の鴻島で、バブル時に建てられた大量の別荘が格安で売りに出されていることを取材。後半はドイツで城が1ユーロなどの超格安で売り出されているが、購入者は莫大な修復費用を負担しなければならないことを紹介。最後は世界遺産に指定されたためにホテル化計画が頓挫したネコ城の話を紹介。 |
| 46  | 2016年9月1日   | 謎の動物園移転騒動 原因はゾウ?                       | 地元の名士が63年前に開いた民間動物園である岡山市の池田動物園を取材。5月に人気者だったインドゾウが亡くなり、新たにゾウを入手してほしいと云う要望が出たが、新たにゾウを淹れるには飼育条件やスペースなど厳しいルールがあり、簡単にはいかない。費用も施設もない。そこで、市民団体が経営を市に委ねてでも動物園を移転してほしいと要望している。日本各地で池田動物園と同様にゾウが消えてしまった動物園がいくつもあった。 |
| 47  | 2016年9月8日   | ミステリー 一夜にして裏山が消えた?                   | 全国で砂利が枯渇していることを取材。良質な砂利が見つかればたとえ住宅のそばであっても違法採掘をしようとする者がいるという。違法に砂利を採掘した場合、罰金10万円が課されるが、違法業者が得る売上は8億円以上なので抑止力にはなっていない。海外では砂利のとりすぎで島が丸ごとなくなったケースも。インドネシアで実際になくなった島を現地取材。 |
| 48  | 2016年9月15日  | おんぼろ軽トラ 人気沸騰の謎                          | 26年前の軽トラックが50万円以上で売られているという。アメリカ人に大人気だとか。聞けばアメリカでは26年以上経過した車しか輸入できないのだとか。なぜアメリカで大人気なのか?コンパクトで小回りが効き、悪路走破性もいいからだと言う。軽トラックだけではなく、日本の中古車オークションの会場では世界中からバイヤーが集まりドイツの高級車を買っていくという。日本の中古車の品質が高いからだと言う。中古のバイクも大人気。パーツも含め、高値で取引されている。 |
| 49  | 2016年9月29日  | 謎の連続空き巣事件 狙われていたのはなんと?           | 5年ほど前から会津地方で同一犯と見られる空き巣事件が115件続いているという。狙われたのは住民が亡くなり空き家状態になっていたところに放置されていた骨董品。盗まれた方も何が盗まれた皮kらないと言う。全国で空き家に眠る骨董品窃盗の犯罪は多発していて、不動産業者が情報を悪用したケースも。 |
| 50  | 2016年10月6日  | パニック 街で“巨大生物”が大暴れ!?                    | 今年5月、大阪の住宅街に約200キロの巨大生物が出現し、人を襲ったという。襲ってきたのはリンゴの木だった。調べてみると、キノコが木の内部を腐らせていたとのこと。キノコが原因とみられる街路樹の倒木は全国で起きている。都会の街路樹だけではない。なんと、地方でも神社のご神木が突然枯れて倒れる事件が。ご神木はヒノキでその後木材市場に出され、なんと台湾に運ばれていた。台湾や韓国、中国などで香りと色がよい日本産のヒノキが大人気。木材を巡る問題は世界中でも起きていて、中国では割り箸やアイスの棒に適している白樺の木が激減していると言う。 |
| 51  | 2016年10月13日 | 激安ネックレス?買っちゃったらその後…                 | 開運ネックレスを880円で買ったら結果として20万円とられていた。さらに言われるまで騙された事に気づいていなかった。全国には300人以上被害者がいるという。被害者の中心は中年女性。事情を探るため捜査にあたった京都府警察本部を取材。開運商法詐欺という犯罪で、ネックレスが顧客を釣るためのエサとなっていた。この事件では、詐欺グループだけでなく本物の寺も関わっていたという。資金繰りに苦しむ寺は多く、騙すなどの認識なく結果として片棒を担ぐことになることも。 |
| 52  | 2016年10月20日 | ミステリー?メダカ盗難事件で町が大騒ぎ                | 世の中はメダカブーム。そのせいか盗難の騒ぎも起きている。観賞魚市場ではここ5年で売り上げが伸び年間取引額は1億円にも上るという。今年に入って金魚より取扱量も取扱高もメダカが上回っているという。それまでの職を捨て、メダカの養殖で生計を立てようとする人も続々。新種のメダカも続々と生まれている。その中で半年前に始めなかなか売上が伸びない人物を取材。もともとサラリーマンだった男性は、趣味を生かしメダカを開業。その矢先、水温の調節を間違え稚魚400匹を全滅させてしまい、200万円以上の損害だという。メダカを鑑賞することは今に始まったわけではなく、江戸時代から品種改良も行われていたそうだ。現在、メダカを飼っている世帯は約150万にも上るという。 |
| 53  | 2016年10月27日 | リサイクル業者悲鳴!?“プルタブ取るのはやめて”         | さだまさしが広めたプルタブ集めのボランティアがちょっとした騒動になっていた。リサイクル業者がプルタブを取るのを止めてほしいと訴えている。アルミ缶リサイクル協会の森口夏樹専務理事はプルタブは切り離していけないというよりも切り離す必要がないという。かつてはプルタブは本体から離れるものであったのでポイ捨てが問題になり集めるようになっていたが、現在ではくっついているのでわざわざ切り離して捨てることはほぼ無い。現在のリサイクル工場の工程では切り離されたプルタブをリサイクルするのは難しいという。プルタブを集めることで、小さな努力を積み重ねる大切さを学ばせる狙いがあるという小学校もある。 |
| 54  | 2016年11月10日 | 新たな都市伝説!?謎の台風コロッケ現象                 | 15年前の「台風なので念のため コロッケを16個買ってきました。もう3個食べてしまいました」というネットへの書き込みから始まり、毎年、台風シーズンになるとコロッケに関する書き込みが出現。さらに台風コロッケのテーマソングまでも作られた。さらに漢方薬のホームページには台風の日に起こる体調の変化をコロッケが抑えてくれるという説が書かれ、警視庁までもSNSで台風が近づいてくると台風コロッケという言葉をつぶやくようになった。台風のときには レバー＆ピーナッツコロッケがいいという。マグネシウムやビタミンB2が豊富で台風時に頭痛や目まいがおこりにくくなるという。そして、調理道具の専門店に最近世界中から、ある調理道具を売って欲しいという注文が殺到している。それはたい焼きを焼く道具だという。Kanonというアニメでその中のキャラがいつも美味しそうにたい焼きを食べていることからたい焼きが大人気になったとか。 |
| 55  | 2016年11月17日 | 大追跡 謎の和牛ロンダリング                          | 冷凍の日本産牛肉が1番輸出されている国はカンボジア。カンボジア国内ではほとんど消費されていないという。なぜか。中国ではBSEの問題で和牛の輸入を全面禁止している。中国の和牛は日本からカンボジアへ正規輸出されたあと、タイに運ばれ陸路でラオスを経由し中国に密輸されているという。上海にある日本の牛肉の9割はカンボジアからの密輸だという話も。 |
| 56  | 2016年12月1日  | 街角ミステリー!道のド真ん中になぜか電柱              | 東京代々木の住宅街にある道のど真ん中にある電柱について調査。セットバックの際に電柱だけが移動せず真中に来てしまった。杉並区にも道からはみ出している電柱があちこちにある。電柱の持ち主である東京電力に問い合わせると、さまざまな事情があって電柱を動かすことができないという。杉並区役所で問い合わせると技術的に移設自体が難しいという場合があるとの説明も。千葉県君津市の海中の放置電柱についても調査。潮干狩り密漁の監視小屋として使用されていたものでこの小屋に電気を引くためわざわざ50本以上の電柱を建てた。その後高性能カメラが開発されたため監視小屋も電柱も現在は使っていない。香川県高松市での放置電柱についても調査。高松市有線放送電話協会は経営破綻、2万本の電柱を撤去するには5億円以上が必要で放置せざるを得ないとのこと。東京都にある電柱の数は約75万4千本。無電解化にかかる費用は道路1kmで5億3千万円。東京都の無電柱化は12兆円かかる。アメリカでは安全のため電線の地中化が進められてきた。都内に住むある男性はマイ電柱を100万円をかけて建てた。オーディオにこだわる男性は電柱を設置することでかなり音が良くなったと話す。ミャンマーの電柱はサイクロンが来るたびに倒壊する。世界的に評価されている日本の電柱を学びにミャンマーから研修生が来ている。千葉県香取市にある木材店では古い電柱を販売。インテリアやアンティーク材として人気が高まっている。使われていない電柱は、アスレチックの柱などに代用されている公園もある。造りが丈夫なため長持ちするという。使わなくなった木製電柱で小屋を建ててしまった東かがわ市の男性を取材。一人で小屋を造り続けている。高松市の2万本の放置電柱に目をつけ200本ほど入手しており今後も集めていきたいという。 |
| 57  | 2016年12月8日  | 田んぼの悪魔は水槽の天使?                            | |
| 58  | 2016年12月15日 | 怪獣もビックリ?不思議なお宝鑑定                      | |
| 59  | 2017年1月5日   | まさか! 動物園の希少動物に“出生の秘密”?              | |
| 60  | 2017年1月12日  | 揺れる自治体 市役所から謎のラブレター!?              | |
| 61  | 2017年1月19日  | 追跡!行列ができるパン屋さん 知られざる秘密           | |
| 62  | 2017年2月2日   | 札束飛び交う!金のなる木の正体とは?                   | |
| 63  | 2017年2月9日   | なぜか寺の参拝者が急増!?“世にも奇妙な像”の謎         | |
| 64  | 2017年2月16日  | 真冬の怪談 その1 誰もいないはずの競技場から鐘の音が… | |
| 65  | 2017年2月23日  | 真冬の怪談 その2 真夜中の神社に謎の影が…             | |
| 66  | 2017年3月2日   | 大作曲家の歌が騒動に!?                               | |
| 67  | 2017年3月9日   | 不思議すぎるクールジャパン                           | |
| 68  | 2017年3月16日  | 身のまわりで起こる危機スペシャル                     | |

### 2017年度
| 回  | 放送日         | サブタイトル                                  | 内容と補足 |
| --- | -------------- | --------------------------------------------- | --- |
| 69  | 2017年4月6日   | 追跡!タイル落下事故 知られざる真相とは?       | |
| 70  | 2017年4月13日  | 霜降り牛肉に異変!? おいしい牛肉の謎           | |
| 71  | 2017年4月20日  | タダで滑り放題!?お得すぎるスキー場の秘密      | |
| 72  | 2017年4月27日  | 桜の名所に異変!?真夜中に切り倒された謎in東京  | |
| 73  | 2017年5月11日  | サラリーマンに人気!?“オーナー”の光と闇        | |
| 74  | 2017年5月18日  | 日本刀が消えた!?ブームの陰で何が…             | |
| 75  | 2017年5月25日  | 人生の楽園!?謎の“改造軽トラ”                  | |
| 76  | 2017年6月1日   | ディレクター仰天!?不思議すぎる求人広告        | |
| 77  | 2017年6月8日   | 地下鉄で謎の事故!?原因はまさかの…             | |
| 78  | 2017年6月15日  | 店主困惑!?行列が絶えないラーメン店の謎        | |
| 79  | 2017年6月22日  | ○○で自宅バレ!?アイドルを襲った恐怖            | |
| 80  | 2017年6月29日  | 誰が読むの?発行部数急増!謎の専門誌            | |
| 81  | 2017年7月13日  | 足元に迫る危機!?マンホール・スリップ続発の怪  | マンホールが以前より滑り易くなっていることを取材。30年以上使われ老朽化し、摩耗で表面がツルツルになっているものが増えているという。マンホールを愛する“マンホーラー”も取材。 |
| 82  | 2017年7月20日  | なぜか女性に話題!?不思議なサプリメント        | 子育て中の女性たちの間で話題のサプリメントを取材。子供向けのサプリメントとは? |
| 83  | 2017年7月27日  | 台所に異変!?お肉をめぐる大騒動                | |
| 84  | 2017年8月24日  | 第2の人生を楽しく満喫                         | |
| 85  | 2017年8月31日  | 山の頂上になぜ? 追跡!ビールを使ったマル秘作戦 | |
| 86  | 2017年9月7日   | 主婦が月収30万円!? アルバイトをめぐる光と闇   | 免許証1枚でいろいろなことができる便利なネット社会の仕組みを悪用する詐欺グループに利用される主婦、家事代行で稼ぐ主婦、空く時間を利用して稼ぐ主婦などを取材。得することも損することもあるという。 |
| 87  | 2017年9月21日  | まさか!小屋でお悩み解決?                      | |
| 88  | 2017年10月5日  | お墓の悩み解決します!謎の人気墓地             | 毎年数千ずつ増えている謎の“人気墓地”があるということを取材。これは「墓の墓場」。墓じまいをした後、墓石を処分するのは忍びないと、供養を依頼するのだという。 |
| 89  | 2017年10月12日 | オムレツが○○に!?あなたの知らない卵の世界      | |
| 90  | 2017年10月19日 | 最終決戦!?ハイテクかかし 対 野生動物          | |
| 91  | 2017年10月26日 | かわいいのにナゼ?ゾウが大暴れ                 | |
| 92  | 2017年11月2日  | 明るい老後計画 誰とどこで過ごしますか?        | |
| 93  | 2017年11月9日  | 100歳の食卓 健康長寿の秘けつとは?             | |
| 94  | 2017年11月16日 | 町の難問を続々解決 目からウロコのスゴ技       | |
| 95  | 2017年11月30日 | 悩みが次々解消!? 幸せの黒いキクラゲ           | |
| 96  | 2017年12月7日  | 吉田鋼太郎が大変ですよ!?                      | 吉田鋼太郎が、去年亡くなった演出家、蜷川幸雄の後を継ぎ、シェイクスピア劇の演出を務めることに。怒号飛び交う稽古場に密着した。 |
| 97  | 2017年12月14日 | ゴミがお宝に!?◯◯ハンターで一攫千金            | ちょっとしたアイデアで一攫千金を成し遂げた3人のハンターに注目。1人目は「意外なリサイクルで年商1億円」。解体された古民家から出る古材を転用する商売で年商が1億円を超える。2人目は「まさか!ゴミがお宝に」。捨てられた段ボールを回収し、一つ1万円の財布や小物入れに加工して売る。3人目は「海の厄介モノで大もうけ」。海でクラゲを捕まえ、1匹1000円ほどで水族館などに売る。 |
| 98  | 2017年12月21日 | 温泉!仰天スペシャル                           | - ゲストに迎えた温泉大好き女優橋本マナミが若い女性に大人気の現代湯治を四万温泉で初体験。短期間で身体のメンテナンスができると云う。外国人観光客がナンバーワンに選んだ温泉も取材した。 - 人手不足で中居が一人だけしかいないので中居の休みの日は休業日にせざるを得ない温泉旅館を紹介。募集をしても外国人しか応募が無いところもあるという。 - プロレスラーの獣神サンダー・ライガーは幻の秘湯を紹介。 - 自宅で再現する温泉料理を紹介。重曹を入れてとろとろ湯豆腐を作る。 - 人気の温泉旅館が何故か廃業の危機。経営の難しい温泉旅館に後継者が居らず、このままでは潰れてしまうという。そこに目をつけた台湾の資本家が高級リゾートとして再生させるさまを取材。 |
| 99  | 2018年1月4日   | ミジンコに異変 回転ずしが大ピンチ!?           | ミジンコがメダカの餌として流通し、それで儲ける人を取材。養殖からミジンコを鑑賞する人まで。また、海がキレイになりすぎ、ケイソウが減少し、結果魚が減り漁獲量が減少していることを取材。奇跡のプランクトン芸術も取材。 |
| 100 | 2018年1月11日  | なぜか60歳以上 “シニア限定”求人の謎           | シニア世代に限定して求人し、商売に役立てている様子を取材。 |
| 101 | 2018年1月18日  | なぜかシニアに大人気 魅惑の灯台ワールド       | シニアを始めとして灯台に集まる人々について取材。取り壊される灯台についても取材。 |
| 102 | 2018年1月25日  | 私の髪に何が?人気お笑い芸人悲鳴               | 最近薄毛に悩む大久保佳代子をゲストに迎え、女性の薄毛の原因の一つが無理なダイエットにあることを取材。安全で効果的な痩せ方を検証する。 |
| 103 | 2018年2月1日   | 土地付き一戸建てがなぜかタダ!?謎の“0円物件”   | 市内中心から車で10分や都内郊外の庭付き一戸建てが条件付きながら0円で手に入ることを取材。また、空家で月150万円稼ぐ人物を取材。全国の空家をリフォームして回る“パーリー建築”をチャンカワイが取材。 |
| 104 | 2018年3月1日   | お悩みシニアに朗報 人生変わる魔法の車!?       | 今、キッチンカーがブーム?オフィス街のランチ難民を救う?第2の人生にキッチンカーで饂飩を売ることを選んだ宮司を取材。 |
| 105 | 2018年3月8日   | ご長寿＆ダイエット料理 お手軽レシピ続々登場   | 元気な100歳の食卓からヒントを得た「健康ご長寿料理」を取材。肉やカキなどを多く食べていた。キクラゲを自家栽培して娘とのコミュニケーションを取る過程を取材。ダイエット料理してはキクラゲとしらたきのペペロンチーノ。 |
| 106 | 2018年3月15日  | フシギ人生“あの人は今”スペシャル              | これまで紹介した「不思議な生き方」をしている人たちのその後を取材。「小屋マジック」をチャン・カワイとデヴィ夫人が、35年間、メガネカイマンを飼い続ける男性を橋本マナミが、「メダカおじさん」をさかなクンが取材。さかなクンはスタジオ・ゲストにも。 |

### 2018年度
| 回  | 放送日         | サブタイトル                                  | 内容と補足 |
| --- | -------------- | --------------------------------------------- | --- |
| 107 | 2018年4月5日   | 木村佳乃が大追跡!?謎のピザ✮マジック           | 長野県では墓石が売れなくなった石材屋がピザ窯を造ることを取材。木村佳乃が福岡のピザマジックを取材。バスを改造したピザ店のピザを食べると冷えた夫婦も円満になる? |
| 108 | 2018年4月12日  | ペンギンに大問題!?木村佳乃も驚く新事実        | いつの間にか日本がペンギンの大繁殖地になっていると云う事実。ペンギン大国日本では繁殖時に近親交配を避けるため、卵を潰す場合もあるということ。世界中で巻き起こるペンギンバブルについても取材。 |
| 109 | 2018年4月19日  | シニアは要注意 “滑舌”悪化の先に病気のリスク!? | シニアに増えている「滑舌」の悩み。コメンテーターの澤口を被験者として滑舌の悪化を取材。滑舌が悪いと誤嚥性肺炎のもとにもなるという。シニアだけではなく、滑舌が悪い子供も増えているという。そこで滑舌を良くするための最強の料理が登場。 |
| 110 | 2018年4月26日  | 玄関にいきなりトイレ!?不思議な間取り大特集    | 玄関ドアを開けるといきなりトイレとバスタブがあるワンルームを取材。不思議な間取りは賃貸物件の空室率と関係があると言う。不思議な間取りは住宅だけではなく、店舗にも。しかも大人気。 |
| 111 | 2018年5月10日  | 猫大集合 ナゾのキャット・ビジネス             | 猫探偵には依頼が殺到。夜な夜な迷子の猫を探す成功率は8割を超えるとも。空前の猫ブームの経済効果は2兆3千億円にも。エコノミストならぬネコノミストは猫とSNSの相性の良さを力説する。プロの猫写真家が猫の撮り方を教える。そして、とある旅館で起こった「猫の恩返し」を取材。 |
| 112 | 2018年5月17日  | なぜか大人気!?音速の定食屋                    | 注文した途端に料理が出てくる「音速の定食屋」が全国で増殖中。働き方改革のお蔭で残業がしにくくなり、昼休みを早めに切り上げて仕事に戻るサラリーマンのためだという。昼休みに昼寝をする企業を取材。最新快眠グッズを紹介。スーパーではカット野菜が大人気。玉ねぎを剥く「むき玉」の需要は1年で倍になったとも。家事に追われる共働きの主婦が野菜の皮を剥いたり切ったりする手間を省くためだという。カット野菜以外にも時短食材が大人気。韓国では「服の冷蔵庫」なるものも。                                         |
| 113 | 2018年5月24日  | サラリーマンが突然 夢の社長に!?               | 黒字の優良と言える企業がネット上で数百万円の値段で売られている。理由は深刻化する中小企業の跡継ぎ問題。跡継ぎが居ないため廃業するか売却するかの選択しか無い。実際に会社を購入した「パラシュート社長」を取材。 |
| 114 | 2018年5月31日  | 人生変わる!?謎のドリームボックス              | ガチャっと回すカプセルトイが外国人に大人気。外貨に換金できない小銭を整理するのに丁度いいと言うこと。外国人だけでなく、日本人の大人も。特に女性に人気だとも言う。SNS投稿のためだけでなく職場でのコミュニケーションツールとしても有用だとか。ワッキー貝山を迎え、昔懐かしいレア物カプセルトイを紹介。最新カプセルトイ開発の現場を取材。カプセルトイを副業にするサラリーマンを取材。 |
| 115 | 2018年6月7日   | 日本のサケに異変!?サーモンバブルの謎          | 大手食品会社が調査した回転寿司で食べる寿司ネタランキングの1位は7年連続でマグロを抑えサーモン。この「サーモンバブル」はいつから始まったのか?調べてみれば約30年前のバブルの時代にサーモンもメジャーになったと云う。鮭を祀る神社を擁しサケを食べない謎の集落を取材。日本のサケが大ピンチ?脂の乗りが淡いと言われ日本国内では不人気だが、日本料理が大人気の中国にはどんどん輸出されているという。過疎で悩む集落にコケが笑顔をもたらした?屋上一面にコケを植えた工場では断熱効果で冷暖房費用が抑えられたとも。 |
| 116 | 2018年6月14日  | 村の“お宝”が盗まれた!?不思議なコケ・ブーム    | 奈良の山林から次々と希少なコケが盗まれる事件が発生。背景には女性を中心に起きている不思議なコケ・ブームがあるという。「コケ・ガール」と呼ばれる女性の一人を取材。コケを模したコケ料理も。芸能界一のコケ愛好家、アンガールズの田中卓志が語る。 |
| 117 | 2018年6月28日  | 食卓の救世主!?大漁続く船の謎                  | 太平洋沖で大漁に魚を獲る漁船を取材。水温の変化と潮の流れから魚の集まるところを割り出しているという。空からの情報で利益を得ている。ドローンで高層マンションの建物診断を行う様も取材。また、ドローンで噴火口近くの湖の水を採取し、噴火予知に役立てる。ドローンの操縦を教える自動車学校を取材。獣神サンダー・ライガーはGPSアートに挑戦。スマートフォンを持って移動した軌跡がアートになる。ただ、脳科学的にはGPSは良いとは言えないという。                                                                  |
| 118 | 2018年7月5日   | 真夏のミステリー トンネルが○○に大変身!?       | |
| 119 | 2018年7月19日  | お城が大ピンチ 消える!?壊れる!?               | |
| 120 | 2018年7月26日  | ホントに幽霊?うわさの心霊スポット             | 北関東のとある町に心霊スポットとして有名なダムがある。ネット上には幽霊を見たという書き込みが溢れているが、地元住民は「根も葉もない噂」と困り果てている。心霊現象のメカニズムを脳科学者・澤口俊之が解き明かす。何故か子供に聞かせたいという怪談絵本人気の謎を取材。怪談マニアの佐野史郎が語る。また、幽霊ビジネスを取材。実体験の話を怪談として買い取るビジネスがあるという。実話の怪談が好まれる傾向があるという。                                                                                      |
| 121 | 2018年8月23日  | 夏だ!大冒険スペシャル                         | |
| 122 | 2018年9月6日   | 夏スペシャル キャンプが大変ですよ             | |
| 123 | 2018年9月13日  | 追跡!”千羽鶴”増加のナゾ                       | |
| 124 | 2018年9月20日  | 行楽の秋 キャンプが大変ですよ⁉︎                | |
| 125 | 2018年9月27日  | 夢を現実に⁉︎キッチンカーで成功する秘けつ       | |
| 126 | 2018年10月4日  | なぜか大人気⁉︎超高級マヨネーズの謎             | |
| 127 | 2018年10月11日 | お墓の悩み一挙解決スペシャル！                | |
| 128 | 2018年10月18日 | 移住者殺到！南海に浮かぶ“楽園の島”            | |
| 129 | 2018年10月25日 | 食卓のヒミツ道具で健康長寿⁉︎                   | |
| 130 | 2018年11月8日  | 地域の悩みを解決⁉︎魔法の○○カレンダー           | |
| 131 | 2018年11月15日 | 年の差カップルは蜜の味                        | |
| 132 | 2018年11月22日 | 誕生!?伝統工芸の救世主                        | |
| 133 | 2018年11月29日 | 涙あり笑いあり 謎の大人気イベント             | |
| 134 | 2018年12月6日  | 世界がねらう!?埋蔵ジュエリー                  | |
| 135 | 2018年12月13日 | 昔話“桃太郎”をめぐる大論争!?                  | |
| 136 | 2018年12月27日 | 10人に1人!?怖〜い病気 体が大変スペシャル      | |
| 137 | 2019年1月10日  | 謎のフルーツ狂騒曲 ミカン×アボカド＝？        | |
| 138 | 2019年1月17日  | 都心で家賃0円生活!?                           | |
| 139 | 2019年1月24日  | なめんなよ！ スターねこ急増の謎               | |
| 140 | 2019年1月31日  | 野菜・果物の色に異変!?                        | |
| 141 | 2019年2月7日   | この春オススメ！ 不思議なバスツアー           | |
| 142 | 2019年2月14日  | ビジネスマン殺到!?イケメンが生まれる場所      | |
| 143 | 2019年2月21日  | 摩訶(まか)不思議！“見えない世界遺産”の謎      | |
| 144 | 2019年2月28日  | さかなクン大興奮 タツノオトシゴ狂騒曲         | |
| 145 | 2019年3月7日   | 誕生アイドル・カワウソ その陰でまさかの!?     | |
| 146 | 2019年3月14日  | 目指すは一獲千金!?不思議な“副業”大調査        | |

### 2019年度
| 回  | 放送日         | サブタイトル                                          | 内容と補足 |
| --- | -------------- | ----------------------------------------------------- | ---------- |
| 147 | 2019年4月4日   | “終活”最前線 棺（ひつぎ）が家に届いた！？             |            |
| 148 | 2019年4月11日  | “この春オススメ鉄道旅 人気駅弁が続々登場              |            |
| 149 | 2019年4月18日  | 観光列車ドキドキ旅 でも○○がない！？                   |            |
| 150 | 2019年4月25日  | カレーに人生が救われる！？絶品カレーが続々登場        |            |
| 151 | 2019年5月9日   | そんな所に！？お父さんの居場所                        |            |
| 152 | 2019年5月16日  | 不思議な求人広告 急募“ニート＆無職”                   |            |
| 153 | 2019年5月23日  | ドラッグストア 謎のヒット商品                         |            |
| 154 | 2019年5月30日  | 日本語に異変！？ 会話から“い”が消える                 |            |
| 155 | 2019年6月6日   | ケガ人続出!?低すぎるガード下の謎                      |            |
| 156 | 2019年6月13日  | ポイントゲットで１００万円！？ ハワイ旅行も夢じゃない |            |
| 157 | 2019年6月20日  | 続々登場 謎の“フェニックス物件”！？                   |            |
| 158 | 2019年6月27日  | ひとつ1万円!? 激アツ缶詰☆最前線                       |            |
| 159 | 2019年7月11日  | そんなのアリ!?驚きの0円趣味                           |            |
| 160 | 2019年7月18日  | カワイイあの子に異変 シニア猫とどう暮らす？           |            |
| 161 | 2019年7月25日  | えっ！海を渡る仏壇!?                                  |            |
| 162 | 2019年8月1日   | 寝ても寝ても疲れが取れない その原因は？               |            |
| 163 | 2019年8月22日  | 木村佳乃もビックリ パンダがグルメで大変               |            |
| 164 | 2019年8月29日  | さかなクン大興奮 グルメ過ぎる海の生き物               |            |
| 165 | 2019年9月5日   | 親子関係に異変!?母ラブ男子急増の謎                    |            |
| 166 | 2019年9月19日  | タピオカ大ブーム その陰でまさかの!?                   |            |
| 167 | 2019年9月26日  | 衝撃！バブルのてんまつ                                |            |
| 168 | 2019年10月3日  | 夫婦あわせて201歳 健康長寿の秘けつとは？              |            |
| 169 | 2019年10月10日 | 幸せ運ぶ!? 焼きたてパン                               |            |
| 170 | 2019年10月17日 | お金をかけずに老後を満喫！？                          |            |
| 171 | 2019年10月24日 | 『君の名は』!? ”友達の本名知らない人”急増中           |            |
| 172 | 2019年10月31日 | 発達障害スペシャル                                    |            |
| 173 | 2019年11月7日  | あなたも突如襲われる!? 原因不明の頭痛                 |            |
| 174 | 2019年11月14日 | 大ブーム！？なぞの“腸活”                              |            |
| 175 | 2019年11月21日 | 東北に謎の行列 目当てはまさかの!?                     |            |
| 176 | 2019年11月28日 | 1年で売り上げ100倍 大繁盛のワケは？                   |            |
| 177 | 2019年12月5日  | 見てよし！食べてよし！ (珍)深海魚 大集合              |            |
| 178 | 2019年12月12日 | 衝撃！“顔”だけでここまで分かっちゃう!?                |            |
| 179 | 2019年12月26日 | 愛より結婚スペシャル                                  |            |
| 180 | 2020年1月9日   | 売り上げ急増!? カニカマ大人気の謎                     |            |
| 181 | 2020年1月16日  | 看板が続々落下 原因はまさかの!?                       |            |
| 182 | 2020年1月23日  | シニアを襲う燃え尽き症候群 “仕事ロス”の恐怖           |            |
| 183 | 2020年1月30日  | ドラッグストアに何が?夏の定番が冬に人気の怪           |            |
| 184 | 2020年2月6日   | あなたの知らない“化学調味料”の謎                      |            |
|     | 2020年2月13日  | ３００年受け継がれる “お宝”の謎                       | 糠漬け     |
| 185 | 2020年2月20日  | なんでもかんでも“動画”時代!?                          |            |
| 186 | 2020年2月27日  | 朗報！？謎の“お助けグッズ”登場                        |            |
| 187 | 2020年3月5日   | インド人がびっくり！？焼きたてナンの真実              |            |
| 188 | 2020年3月19日  | パンダの秘密を再び探る！ あの人はいま？               |            |

### 2020年度
| 回  | 放送日         | サブタイトル                                 | 内容と補足 |
| --- | -------------- | -------------------------------------------- | ---------- |
| 189 | 2020年4月2日   | シニアに大人気！？謎の自転車ブーム           |            |
| 190 | 2020年4月9日   | 1粒5万円！？いちご戦国時代                   |            |
| 191 | 2020年4月23日  | 営業は週２時間 “幻の店”の正体とは？          |            |
| 192 | 2020年4月30日  | いま大人気 驚き！発酵の世界                  |            |
| 193 | 2020年5月7日   | 人間よりアバターがいい！？                   |            |
| 194 | 2020年5月28日  | ステイホーム あなたは家で何を？              |            |
| 195 | 2020年6月4日   | かわいすぎ！？話題のパンダ大集合             |            |
| 196 | 2020年6月11日  | 新型コロナでネコがピンチ！？                 |            |
| 197 | 2020年6月18日  | 脱“自粛太り”！ 話題の低糖質食材SP            |            |
| 198 | 2020年6月25日  | 謎のアルバイト 散歩で一獲千金！？            |            |
| 199 | 2020年7月2日   | 主婦が1日1時間で大もうけ!?                   |            |
| 200 | 2020年7月9日   | 旬じゃないのに おいしい果実の謎？            |            |
| 201 | 2020年7月16日  | マンションに大集合 キッチンカーの謎          |            |
| 202 | 2020年7月30日  | 走るのは年１回！？ 幻の路線バス              |            |
| 203 | 2020年8月6日   | 不思議な贈り物 急増の謎                      |            |
| 204 | 2020年8月20日  | 夏SP「地下と地価とチカチカが大変ですよ！」   |            |
| 205 | 2020年8月27日  | お犬様の優雅な生活！？                       |            |
| 206 | 2020年9月3日   | はに丸もビックリ 埴輪に魅了される人々        |            |
| 207 | 2020年9月10日  | 広島に出没 妖怪“トマト女”！？                |            |
| 208 | 2020年9月17日  | 木村佳乃も仰天 絶品バナナとは？              |            |
| 209 | 2020年9月24日  | ミステリー！？謎の魚が都内に続々出現         |            |
| 210 | 2020年10月1日  | 最新家電で年収１０００万円！？の謎           |            |
| 211 | 2020年10月8日  | 山の上の“絶景ビーチ”！？                     |            |
| 212 | 2020年10月15日 | 密着！“神戸のお嬢様”タンタン                 |            |
| 213 | 2020年10月22日 | 着物にタイル 大正ロマンがなぜかブーム        |            |
| 214 | 2020年10月29日 | 原因はコロナ！？ シニアの健康がピンチ        |            |
| 215 | 2020年11月12日 | 葬儀ビジネス最前線 ハトで大もうけ！？        |            |
| 216 | 2020年11月19日 | ここ掘れワンワン お宝さがして一獲千金！？    |            |
| 217 | 2020年11月26日 | 大阪のど真ん中が温泉街に！？                 |            |
| 218 | 2020年12月3日  | “ワン”ダフル 犬の気持ちが分かっちゃう！？    |            |
| 219 | 2020年12月10日 | ＳＮＳ炎上 あなたもひと事じゃない！？        |            |
| 220 | 2020年12月17日 | 妻が宇宙に旅立った!? 葬儀と供養★最前線       |            |
| 221 | 2021年1月14日  | なぜか大人気！？ 貨物列車の時刻表            |            |
| 222 | 2021年1月21日  | 結婚・出産・上司まで！？なんでもおためし人生 |            |
| 223 | 2021年1月28日  | ブーム到来！？不思議な鉱物の世界             |            |
| 224 | 2021年2月4日   | もう働かなくていい？ 発見！究極の働き方改革  |            |
| 225 | 2021年2月11日  | 街から大学生が消えた!?“ワセメシ”が大変ですよ |            |
| 226 | 2021年2月18日  | 大ピンチ！鉄道業界に現れた救世主！？         |            |
| 227 | 2021年2月25日  | マージャンで就活！？“不思議な求人”急増中     |            |
| 228 | 2021年3月4日   | ＡＴＭで大もうけ！？キャッシュレスの光と影」 |            |
| 229 | 2021年3月26日  | 伊東四朗 83歳 驚きの健康術とは!?             |            |

### 2021年度
| 回  | 放送日         | サブタイトル                                | 内容と補足 |
| --- | -------------- | ------------------------------------------- | ---------- |
| 230 | 2021年4月1日   | 水害に負けない!?まさかの新技術              |            |
| 231 | 2021年4月8日   | 住宅街に！？謎の洞窟付き物件                |            |
| 232 | 2021年4月15日  | STOP詐欺被害 排水管から新型コロナ!?         |            |
| 233 | 2021年4月22日  | 世界中で争奪戦！？狂乱のウイスキーバブル    |            |
| 234 | 2021年5月6日   | ワケあって顔も名前も明かせません！？        |            |
| 235 | 2021年5月13日  | 一流シェフが自宅に！料理人の新しい働き方    |            |
| 236 | 2021年5月20日  | 四万十川に謎の集団 理由はサウナ！？         |            |
| 237 | 2021年5月27日  | 日本人のソウルフード “おにぎり”が消える！？ |            |
| 238 | 2021年6月3日   | 伊東四朗８３歳 昭和のスターたちとの日々     |            |
| 239 | 2021年6月10日  | クロモモンガ 人気の裏に秘密が！？           |            |
| 240 | 2021年6月17日  | コロナ禍 耳の病気が急増!?                   |            |
| 241 | 2021年6月24日  | 新型コロナが原因！？ がん患者 急増の危機    |            |
| 242 | 2021年7月1日   | 高齢ペットの介護が大変！                    |            |
| 243 | 2021年7月15日  | 亡き妻から手紙が届いた！？                  |            |
| 244 | 2021年9月9日   | コロナ下で大にぎわいの新名所!?              |            |
| 245 | 2021年9月30日  | 缶詰博士もビックリ 驚きのサバ缶とは！？     |            |
| 246 | 2021年10月14日 | 子どもたちを救うベルマークに何が!?          |            |
| 247 | 2021年10月21日 | ピンチに登場！ロボット                      |            |
| 248 | 2021年10月28日 | 加山雄三８４歳 復活の舞台裏に密着           |            |
| 249 | 2021年11月4日  | 脚のトラブル続発 原因は座りすぎ！？         |            |
| 250 | 2021年11月11日 | ミステリー!? 空から謎の機械が落ちてきた     |            |
| 251 | 2021年11月18日 | ミステリー 200万円で銀座に出店!?            |            |
| 252 | 2021年11月25日 | ラーメンで移住者を増やす街!?                |            |
| 253 | 2021年12月2日  | なぜヤギが!? 不思議すぎるイルカショーの訓練 |            |
| 254 | 2021年12月9日  | あなたの足に異変!? 巻きヅメが急増           |            |
| 255 | 2021年12月16日 | 大気圏で!?意外な場所の商品開発              |            |
| 256 | 2021年12月23日 | 保護猫に感謝 コロナ禍でおきた奇跡!?         |            |
| 257 | 2022年1月3日   | 年始SP「冷凍が大変ですよ！」                |            |
| 258 | 2022年1月6日   | 監視カメラ 驚きの活用術!?                   |            |
| 259 | 2022年1月13日  | びっくり仰天 タマネギの○○が大人気           |            |
| 260 | 2022年1月20日  | 超進化!?日本のスーパー重機を大調査！        |            |
| 261 | 2022年1月27日  | 海岸に漂着 巨大生物の正体とは？             |            |
| 262 | 2022年3月3日   | 贈り物禁止の会社!?位置情報事件簿            |            |
| 263 | 2022年3月10日  | 23区内の超格安物件!?の秘密                  |            |
| 264 | 2022年3月31日  | さよならズーナ 動物のお引越し               |            |

### 2022年度（所さん!事件ですよ）
| 所さん!事件ですよ | 所さん!事件ですよ | 所さん!事件ですよ                             | 所さん!事件ですよ |
| 回                | 放送日            | サブタイトル                                  | 内容と補足        |
| ----------------- | ----------------- | --------------------------------------------- | ----------------- |
| 1                 | 2022年4月7日      | 盗難相次ぐ トレーディングカードの謎           |                   |
| 2                 | 2022年4月14日     | トラブル急増!? 水没車にご用心                 |                   |
| 3                 | 2022年4月21日     | 人気女優もダマされた!? フィッシング詐欺急増中 |                   |
| 4                 | 2022年4月28日     | ふなっしーもダマされた!? 日本刀ブームの光と影 |                   |
| 5                 | 2022年5月5日      | “無料”の誘いに要注意 求人広告をめぐる詐欺     |                   |
| 6                 | 2022年5月12日     | なぜそんな物を? あいつぐ謎の盗難事件          |                   |
| 7                 | 2022年5月19日     | 恐怖 謎の“黒い物体”が飛んでくる               |                   |
| 8                 | 2022年5月26日     | 8万5千人が消えた!? 謎の誘拐事件               |                   |
| 9                 | 2022年6月2日      | ムササビ男にクモ男!? 新手の空き巣に要注意     |                   |
| 10                | 2022年6月9日      | どうする!? 現役世代の孤独死                   |                   |
| 11                | 2022年6月16日     | 交通事故が急増! “魔の交差点”の謎              |                   |
| 12                | 2022年6月23日     | 突然、ニセモノが誕生 SNSなりすまし事件        |                   |
| 13                | 2022年7月14日     | 愛車がバラバラ!? 驚きの盗難手口               |                   |
| 14                | 2022年8月4日      | 78年前のフィルム 映っていたのは…              |                   |
| 15                | 2022年8月25日     | 現金プレゼント? あなたを狙う不正SNSアカウント |                   |
| 16                | 2022年9月1日      | あの芸能人もダマされた! 勝手に○○事件簿        |                   |
| 17                | 2022年9月8日      | 心の弱みが狙われる!? 身近に潜むワナ           |                   |
| 18                | 2022年9月15日     | ウミガメに揺れる島                            |                   |
| 19                | 2022年9月29日     | 演歌の女王が 自宅でまさかの!?                 |                   |
| 20                | 2022年10月6日     | ライオンはもう飼わない!? 動物園の新たな挑戦   |                   |
| 21                | 2022年10月13日    | 知らないうちに犯罪者に!? ネットに潜むワナ     |                   |
| 22                | 2022年10月20日    | 飛行機を止めた!? 意外なものから妨害電波       |                   |
| 23                | 2022年10月27日    | シマシマな未確認生物!? 和牛に迫る危機とは     |                   |
| 24                | 2022年11月10日    | 身近な○○から発火!? 原因はまさかの             |                   |
| 25                | 2022年11月24日    | 入浴客を狙う“チェンソーマン”!? 温泉事件簿     |                   |
| 26                | 2022年12月8日     | 救世主現る!? 商店街復活大作戦                 |                   |
| 27                | 2022年12月15日    | 狩りから法要まで!? ドローン最新事情           |                   |
| 28                | 2022年12月29日    | 年末SP 加山雄三 密着! 最後のステージ          |                   |
| 29                | 2023年1月5日      | 発見! まさかの100円物件                       |                   |
| 30                | 2023年1月12日     | “手洗い”に忍び寄る危機? 理由はまさかの…       |                   |
| 31                | 2023年1月26日     | 8cmで600万!? 身長を“買った”男                 |                   |
| 32                | 2023年2月2日      | 止まらない物価高騰 そのかげで…                |                   |
| 33                | 2023年2月16日     | 秋田犬が殺処分!? 天然記念物の事件簿           |                   |
| 34                | 2023年2月23日     | 1億2千万を山分け!?地熱発電の村                |                   |
| 35                | 2023年3月2日      | 洗濯物が火を噴いた!? 意外な“犯人”             |                   |
| 36                | 2023年3月16日     | ドローンは見た! 衝撃の瞬間                    |                   |

### 2023年度
| 回 | 放送日         | サブタイトル                                        | 内容と補足 |
| -- | -------------- | --------------------------------------------------- | ---------- |
| 37 | 2023年4月6日   | “ガチ中華”ブーム! 背景に中国の大学受験!?            |            |
| 38 | 2023年4月13日  | 空き家に緊急出動! 大寒波に震えた島                  |            |
| 39 | 2023年4月20日  | 怪奇現象!? 奇妙な電話の正体とは…                    |            |
| 40 | 2023年4月27日  | おいしいのに食べられない!? 食の最前線               |            |
| 41 | 2023年5月11日  | 発見! 就活生むけ “謎ツアー”                         |            |
| 42 | 2023年5月18日  | 1匹2億円超え!? ニシキゴイが世界的ブーム             |            |
| 43 | 2023年5月25日  | だまし取られた人も! 過熱する“髪の毛争奪戦”          |            |
| 44 | 2023年6月1日   | 信号無視で赤切符!? 自転車ブームの裏側で             |            |
| 45 | 2023年6月8日   | “超精密計測”が社会を変える                          |            |
| 46 | 2023年6月15日  | ライバーの住所が音で特定!?                          |            |
| 47 | 2023年6月22日  | 海から突き出た2本の棒!?放置○○事件簿                 |            |
| 48 | 2023年6月29日  | 被害に気づかない!?知らぬ間の“合鍵事件”              |            |
| 49 | 2023年7月6日   | 小学生が大金をゲット!? 人気沸騰の○○                 |            |
| 50 | 2023年7月13日  | 盗まれたのは…砂!?背景に世界“砂”戦争                 |            |
| 51 | 2023年7月20日  | ホテルに何者が!?バックヤードに長期滞在              |            |
| 52 | 2023年8月17日  | "推し活"でだまされた!?                              |            |
| 53 | 2023年8月24日  | 瞳が欠ける!?骨が曲がる!?紫外線 驚きの最新事情       |            |
| 54 | 2023年8月31日  | 前代未聞のオーダー!? 日本に押し寄せる超富裕層外国人 |            |
| 55 | 2023年9月7日   | あるはずのものがない!?常識破りの店                  |            |
| 56 | 2023年9月14日  | インドパワー!人手不足の日本を救う!?                 |            |
| 57 | 2023年9月21日  | 世界的“回転ずし”ブーム!の裏側で                     |            |
| 58 | 2023年9月28日  | 黒字なのに廃業!?大廃業時代を防げ!                   |            |
| 59 | 2023年10月12日 | 富士山に登らない!?驚きの観光アイデア                |            |
| 60 | 2023年10月19日 | 子どもの教育どう支える? 親たちの葛藤                |            |
| 61 | 2023年10月26日 | あなたの心は丸裸!?忍び寄る“AI管理社会”              |            |
| 62 | 2023年11月2日  | 北海道でフグが豊漁!?さかなクンと追跡する“海の異変”  |            |
| 63 | 2023年11月9日  | 納骨堂が経営破綻!?人気の“お墓”に思わぬ落とし穴      |            |
| 64 | 2023年11月16日 | 野菜がトロに!?進化する"完全再現"                    |            |
| 65 | 2023年11月30日 | 鳥取砂丘がピンチ!?人類VS侵略者 終わりなき戦い       |            |
| 66 | 2023年12月7日  | スイーツから発電まで!サツマイモブーム最前線         |            |
| 67 | 2023年12月14日 | 猫に保険金!?超高齢化時代のペット事情                |            |
| 68 | 2024年1月11日  | 密輸が急増!?高騰する“金”の事件簿                    |            |
| 69 | 2024年1月18日  | 83歳のアイドル誕生!?もう高齢者とは呼ばせない        |            |
| 70 | 2024年2月1日   | 家が建てられなくなる!?忍び寄る“大工不足”            |            |
| 71 | 2024年2月8日   | 白いお宝がパリへ流出!?令和のお米事情                |            |
| 72 | 2024年2月15日  | 空港で搭乗拒否!?驚きの美容整形最前線                |            |
| 73 | 2024年2月22日  | 勝手にハッピーバースデー!?セレモニー新潮流          |            |
| 74 | 2024年2月29日  | 価格が3倍に!?「真珠」最新事情                       |            |
| 75 | 2024年3月7日   | ゴミが金鉱山に!?大逆転物語                          |            |
| 76 | 2024年3月14日  | AIにお任せ!?イマドキ婚活事情                        |            |

### 2024年度
| 回 | 放送日        | サブタイトル                                        | 内容と補足 |
| -- | ------------- | --------------------------------------------------- | ---------- |
| 77 | 2024年4月6日  | いま昭和歌謡がアツい!?世界的ブームの理由            |            |
| 78 | 2024年4月13日 | 死んだ歯がよみがえる!?知られざる「歯」の世界        |            |
| 79 | 2024年4月20日 | ゴリラに学ぶニッポンのいま                          |            |
| 80 | 2024年4月27日 | 生ビールが飲めなくなる!?意外すぎる理由              |            |
| 81 | 2024年5月18日 | 干し芋に7億!?ふるさと納税の裏側                     |            |
| 82 | 2024年5月25日 | デジタル地図の落とし穴 店の情報が勝手に改変される!? |            |
| 83 | 2024年6月1日  | 土鍋がピンチ 原因はまさかの!?                       |            |
| 84 | 2024年6月8日  | マッチョが押し寄せる!?筋トレが大ブーム              |            |

## スタッフ
- ナレーション：吉田鋼太郎
- イラスト：小迎裕美子
- 技術：高橋明
- 撮影：小口修一
- 音声：得能戒之
- 映像デザイン：山本惇二
- 編集：鈴木裕之
- 音響効果：武田拓也
- ディレクター：関島光洋
- プロデューサー：松田信之
- 制作協力：アマゾンラテルナ
- 制作：NHKエンタープライズ
- 制作統括：田中登澄、山本隆之
- 制作・著作：NHK